# Ixiolita
L'ixiolita era un mineral de la classe dels òxids. Rebia el seu nom d'Ixíon, de la mitologia grega, un personatge relacionat amb Tàntal, en al·lusió al tàntal que es troba al mineral. Aquesta espècie va ser redefinida l'any 2022 per l'IMA resultant dues espècies minerals diferents: l'ixiolita-(Mn²⁺) i l'ixiolita-(Fe²⁺). El terme ixiolita, des de llavors, s'empra per anomenar la sèrie que es produeix entre les dues espècies.

## Característiques
Originalment va ser aprovada com a espècie vàlida per l'Associació Mineralògica Internacional el 1962, tot i que es trobava publicada des de l'any 1857. Cristal·litza en el sistema ortoròmbic. La seva duresa a l'escala de Mohs es troba entre 6 i 6,5.
Segons la classificació de Nickel-Strunz, les ixiolites pertanyen a "04.DB - Metall:Oxigen = 1:2 i similars, amb cations de mida mitjana; cadenes que comparteixen costats d'octàedres» juntament amb els següents minerals: argutita, cassiterita, plattnerita, pirolusita, rútil, tripuhyita, tugarinovita, varlamoffita, byströmita, tapiolita-(Fe), tapiolita-(Mn), ordoñezita, akhtenskita, nsutita, paramontroseïta, ramsdel·lita, scrutinyita, ishikawaïta, samarskita-(Y), srilankita, itriorocolumbita-(Y), calciosamarskita, samarskita-(Yb), ferberita, hübnerita, sanmartinita, krasnoselskita, heftetjernita, huanzalaïta, columbita-(Fe), tantalita-(Fe), columbita-(Mn), tantalita-(Mn), columbita-(Mg), qitianlingita, magnocolumbita, tantalita-(Mg), ferrowodginita, litiotantita, litiowodginita, titanowodginita, wodginita, ferrotitanowodginita, wolframowodginita, tivanita, carmichaelita, alumotantita i biehlita.

## Formació i jaciments
Va ser descoberta a les pegmatites granítiques de Skogsböle, a l'Illa de Kemiö, a la regió de Finlàndia Pròpia (Finlàndia), on sol trobar-se associada a la tapiolita-(Fe) i a altres minerals del grup del feldespat. A dins dels territoris de parla catalana, se n'ha trobat ixiolita a Cotlliure, als Pirineus Orientals (Occitània, França). En total, es compatbilitzen un centenar i mig de jaciments a tot el planeta on han estat descrits aquests minerals.